# Maurice Taylor (Basketballspieler)
Maurice De Shawn Taylor (* 30. Oktober 1976 in Detroit, Michigan) ist ein ehemaliger US-amerikanischer Basketballspieler.

## NBA
Maurice Taylor spielte drei Jahre an der University of Michigan. Im NBA-Draft 1997 wurde er von den Los Angeles Clippers an 14. Stelle ausgewählt. In einem schwachen Clippersteam, war Taylor ein wichtiger Spieler und wurde in der Saison 1999–2000 Topscorer der Clippers mit 17,1 Punkte pro Spiel. Im Sommer 2000 weigerte er sich bei den Clippers zu verlängern und wechselte zu den Houston Rockets. Taylor sollte als Stater den kurz zuvor zurückgetretenen Charles Barkley ersetzen. Nach einem soliden ersten Jahr, verletzte er sich und fiel die gesamte 2001–02 Saison aus. Taylor kehrte zur Saison 2002–03 zurück, kam jedoch in den nächsten Jahren von der Bank. In der Saison 2004–05 wurde er zu den New York Knicks transferiert. Im Sommer 2006 schloss er sich den Sacramento Kings an, von denen er im Januar 2007 entlassen wurde.

## Europa
Im Januar 2009 unterschrieb Taylor bei Olimpia Milano in Italien. Nach einer Saison in China bei Shanxi Zhongyu, kehrte er nach Italien zurück, wo er für Benetton Treviso und Enel Brindisi spielte.